# Stephanothelys
Stephanothelys là một chi thực vật có hoa trong họ, Orchidaceae.